# Phthiropsylla agenoris
Phthiropsylla agenoris är en loppart som först beskrevs av Rothschild 1904.  Phthiropsylla agenoris ingår i släktet Phthiropsylla och familjen Malacopsyllidae. Inga underarter finns listade i Catalogue of Life.